# Patrik Mráz
Patrik Mráz (ur. 1 lutego 1987 w Púchovie) – słowacki piłkarz występujący na pozycji lewego obrońcy lub lewego pomocnika.

## Kariera
Mráz rozpoczynał karierę w FK Púchov. Następnie, w latach 2006–2009, występował w drużynie FC Petržalka 1898. W 2009 roku trafił do MŠK Żylina. W sezonie 2010/11 wraz z drużyną grał w fazie grupowej Ligi Mistrzów.
11 stycznia 2012 roku Mráz przeszedł do Śląska Wrocław, z którym związał się 3,5-letnim kontraktem. Sezon 2011/12 zakończył zdobyciem ze Śląskiem mistrzostwa Polski. Odszedł z klubu 29 listopada tego samego roku.
19 lutego 2013 roku Mráz podpisał półroczny kontrakt z FK Senica. Zawodnik wystąpił w 12 meczach rundy wiosennej Corgoň ligi. Po wygaśnięciu umowy ze słowackim zespołem, stał się wolnym zawodnikiem.
Nowy klub obrońca znalazł już po zakończeniu letniego okienka transferowego. 8 września 2013 roku został nowym zawodnikiem Górnika Łęczna. Następnie został zawodnikiem Piasta Gliwice w którym spędził dwa sezony. W lipcu 2017 związał się z Sandecją Nowy Sącz.
4 września 2018 Mráz podpisał roczny kontrakt z Zagłębiem Sosnowiec z opcją przedłużenia o kolejne 12 miesięcy.

## Sukcesy
- Ekstraklasa (1): 2011/12
- Corgoň Liga
  - Mistrzostwo (3): 2007/08, 2009/10, 2011/12
  - Wicemistrzostwo (2): 2006/07, 2012/13
- Puchar Słowacji (2): 2007/08, 2011/12
- Superpuchar Słowacji (1): 2010/11
- Superpuchar Polski (1): 2012